# Piper trigonocarpum
Piper trigonocarpum är en pepparväxtart som beskrevs av William Trelease. Piper trigonocarpum ingår i släktet Piper och familjen pepparväxter. Inga underarter finns listade i Catalogue of Life.